# Vaux-Saules
Pour les articles homonymes, voir Vaux.
Vaux-Saules est une commune française située dans le département de la Côte-d'Or, en région Bourgogne-Franche-Comté.

## Géographie
Traversée du sud au nord par la profonde vallée de l'Ougne qui rejoint l'Ignon dans la commune voisine de Pellerey, le territoire de la commune se partage entre bois et pâturages. Sur le plateau en rive droite, la forêt communale forme la partie ouest de la vaste forêt domaniale d'Is-sur-Tille. Le village est accroché sur l'escarpement qui descend du plateau forestier vers l'Ougne, pour partie à l'écart de la route départementale 16 qui suit la vallée. Deux hameaux sont rattachés au village, Cheneroilles et Cinq-Fonts, ainsi que deux écarts, Val-de-la-Saule et Moulin-Lambelot.

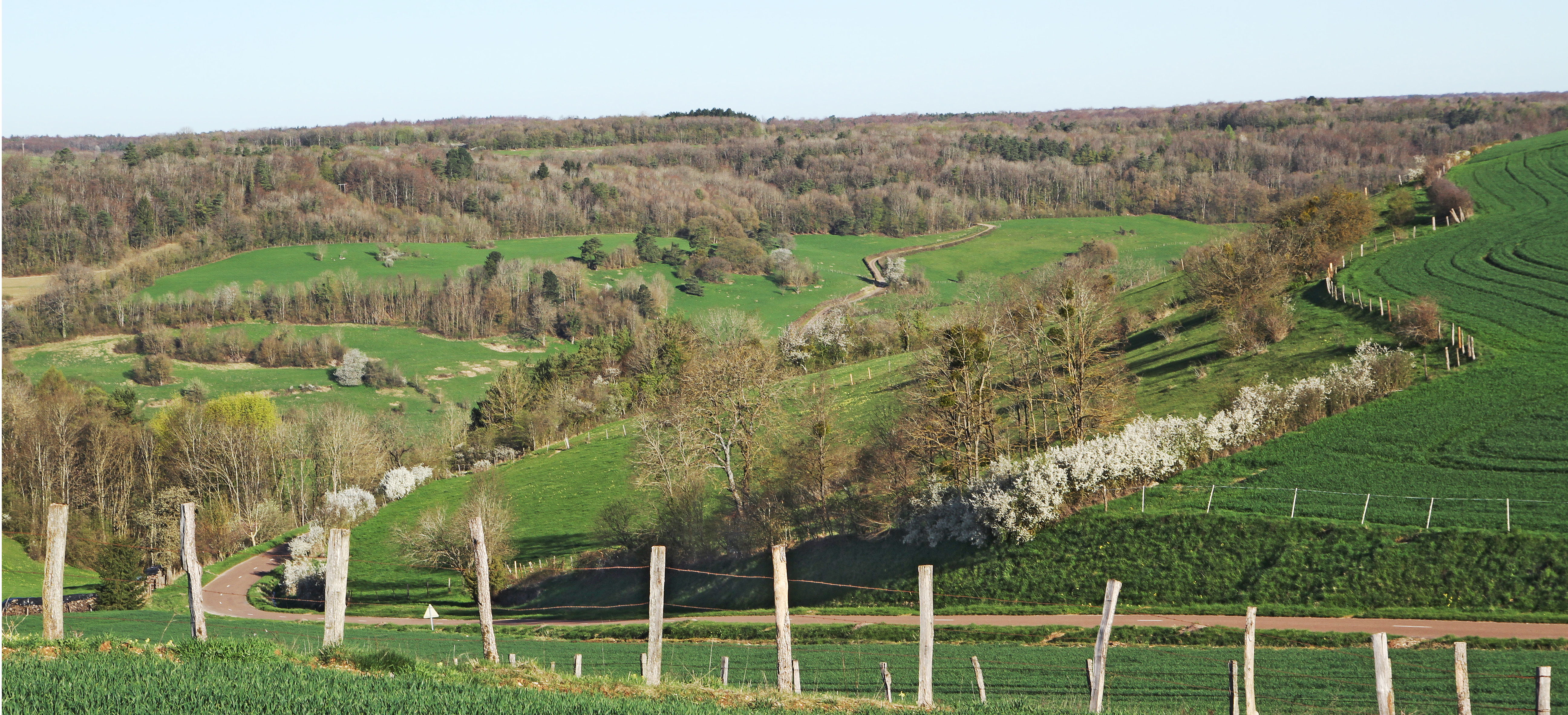
Le territoire de la commune de Vaux-Saules vu de la côte des Grands-Champs qui rejoint Cinq-Fonts. D'ici le village disparaît dans la profonde vallée de l'Ougne. On peut voir sur le versant opposé la route qui monte vers Val-de-la-Saule.

### Climat
Pour des articles plus généraux, voir Climat de la Bourgogne-Franche-Comté et Climat de la Côte-d'Or.
En 2010, le climat de la commune est de type climat de montagne, selon une étude du Centre national de la recherche scientifique s'appuyant sur une série de données couvrant la période 1971-2000. En 2020, Météo-France publie une typologie des climats de la France métropolitaine dans laquelle la commune est exposée à un climat océanique altéré et est dans une zone de transition entre les régions climatiques « Lorraine, plateau de Langres, Morvan » et « Bourgogne, vallée de la Saône ». 
Pour la période 1971-2000, la température annuelle moyenne est de 9,2 °C, avec une amplitude thermique annuelle de 16,2 °C. Le cumul annuel moyen de précipitations est de 1 043 mm, avec 13,3 jours de précipitations en janvier et 8,6 jours en juillet. Pour la période 1991-2020, la température moyenne annuelle observée sur la station météorologique de Météo-France la plus proche, « Saint-Martin-du-M », sur la commune de Saint-Martin-du-Mont à 4 km à vol d'oiseau, est de 9,9 °C et le cumul annuel moyen de précipitations est de 938,1 mm,. Pour l'avenir, les paramètres climatiques de la commune estimés pour 2050 selon différents scénarios d'émission de gaz à effet de serre sont consultables sur un site dédié publié par Météo-France en novembre 2022.

## Urbanisme

### Typologie
Au 1er janvier 2024, Vaux-Saules est catégorisée commune rurale à habitat très dispersé, selon la nouvelle grille communale de densité à 7 niveaux définie par l'Insee en 2022.
Elle est située hors unité urbaine. Par ailleurs la commune fait partie de l'aire d'attraction de Dijon, dont elle est une commune de la couronne,. Cette aire, qui regroupe 333 communes, est catégorisée dans les aires de 200 000 à moins de 700 000 habitants,.

### Occupation des sols
L'occupation des sols de la commune, telle qu'elle ressort de la base de données européenne d’occupation biophysique des sols Corine Land Cover (CLC), est marquée par l'importance des territoires agricoles (54,6 % en 2018), une proportion sensiblement équivalente à celle de 1990 (54,7 %). La répartition détaillée en 2018 est la suivante : forêts (45,4 %), terres arables (32,3 %), prairies (16,7 %), zones agricoles hétérogènes (5,6 %). L'évolution de l’occupation des sols de la commune et de ses infrastructures peut être observée sur les différentes représentations cartographiques du territoire : la carte de Cassini (XVIIIe siècle), la carte d'état-major (1820-1866) et les cartes ou photos aériennes de l'IGN pour la période actuelle (1950 à aujourd'hui).

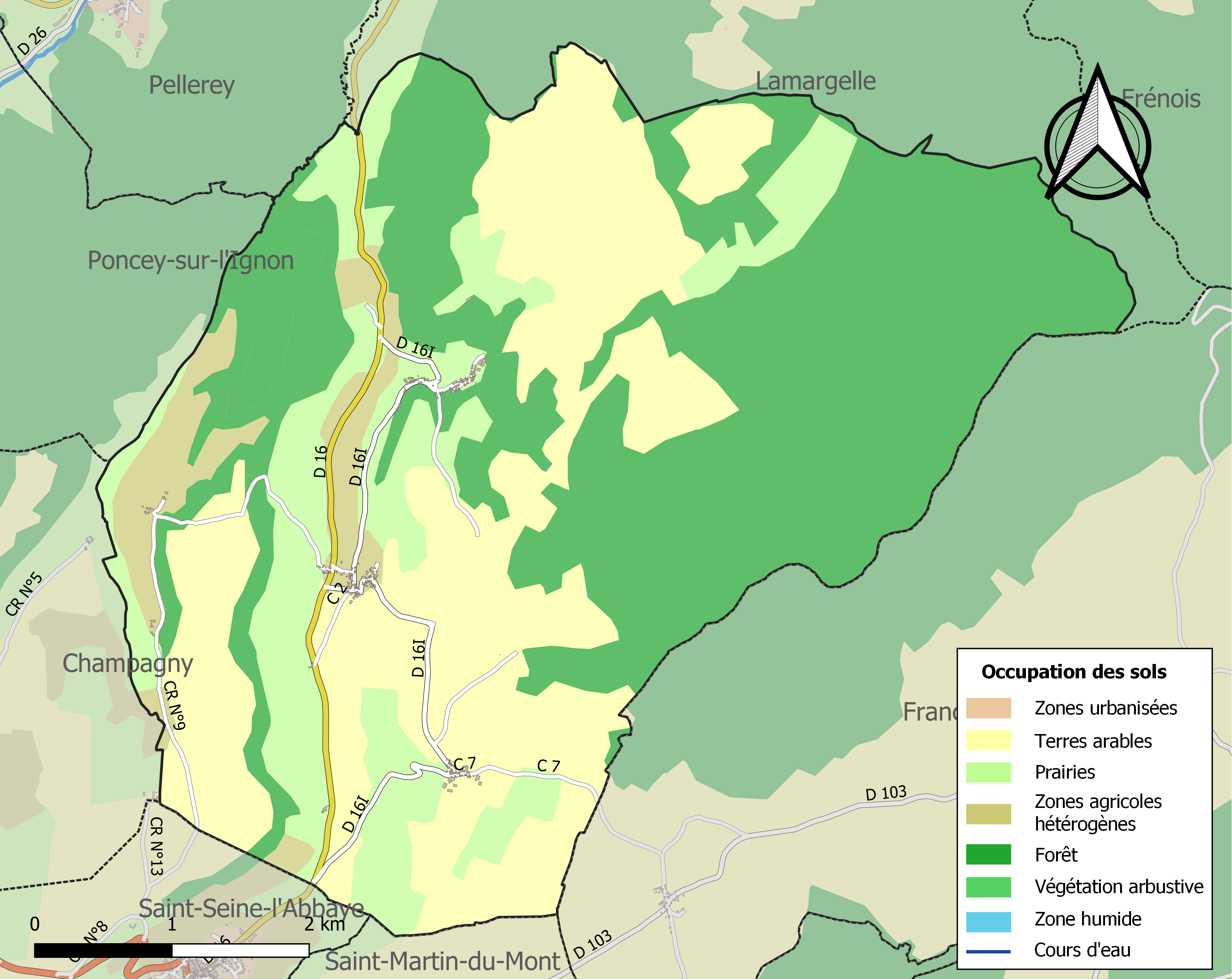
Carte des infrastructures et de l'occupation des sols de la commune en 2018 (CLC).

## Histoire
Le village de Cinq-Fonts tient son nom des cinq fontaines présentes autour du village. Il ne reste à ce jour que celle située sur la route de Saint-Seine-l'Abbaye (D 161).

## Politique et administration
| Période                                  | Période  | Identité        | Étiquette | Qualité             |
| ---------------------------------------- | -------- | --------------- | --------- | ------------------- |
| 1970                                     | 1996     | Jean Mairet     |           | Exploitant agricole |
| mars 1996                                | 2014     | Gérard Mairet   | N/A       | Exploitant agricole |
| 2014                                     | 2020     | Pierre Garnier  |           |                     |
| 2020                                     | 2022     | Marc Aurousseau |           |                     |
| 2022                                     | en cours | Patrick Boyon   |           |                     |
| Les données manquantes sont à compléter. |          |                 |           |                     |

## Démographie
L'évolution du nombre d'habitants est connue à travers les recensements de la population effectués dans la commune depuis 1793. Pour les communes de moins de 10 000 habitants, une enquête de recensement portant sur toute la population est réalisée tous les cinq ans, les populations de référence des années intermédiaires étant quant à elles estimées par interpolation ou extrapolation. Pour la commune, le premier recensement exhaustif entrant dans le cadre du nouveau dispositif a été réalisé en 2004.

En 2022, la commune comptait 168 habitants, en stagnation par rapport à 2016 (Côte-d'Or : +0,82 %, France hors Mayotte : +2,11 %).
| 1793 | 1800 | 1806 | 1821 | 1836 | 1841 | 1846 | 1851 | 1856 |
| ---- | ---- | ---- | ---- | ---- | ---- | ---- | ---- | ---- |
| 647  | 556  | 743  | 553  | 610  | 627  | 603  | 547  | 541  |

| 1861 | 1866 | 1872 | 1876 | 1881 | 1886 | 1891 | 1896 | 1901 |
| ---- | ---- | ---- | ---- | ---- | ---- | ---- | ---- | ---- |
| 527  | 506  | 464  | 430  | 395  | 370  | 378  | 360  | 322  |

| 1906 | 1911 | 1921 | 1926 | 1931 | 1936 | 1946 | 1954 | 1962 |
| ---- | ---- | ---- | ---- | ---- | ---- | ---- | ---- | ---- |
| 323  | 318  | 257  | 256  | 263  | 187  | 187  | 179  | 163  |

| 1968 | 1975 | 1982 | 1990 | 1999 | 2004 | 2006 | 2009 | 2014 |
| ---- | ---- | ---- | ---- | ---- | ---- | ---- | ---- | ---- |
| 150  | 128  | 105  | 111  | 133  | 140  | 151  | 183  | 172  |

| 2019 | 2022 | - | - | - | - | - | - | - |
| ---- | ---- | - | - | - | - | - | - | - |
| 168  | 168  | - | - | - | - | - | - | - |

## Lieux et monuments
La commune n'a pas de monument classé à l'inventaire des monuments historiques, elle compte 24 monuments ou édifices répertoriés à l'inventaire général du patrimoine culturel, ainsi que 39 objets.
- église Saint-Pierre[20]. Bien que de plan classique en croix, cette église n'a pas de transept, la nef rectangulaire se prolonge par un chœur flanqué de deux petits bâtiments rectangulaires abritant la sacristie et une réserve. Le clocher carré, surmonté d'une flèche octogonale à égout, surmonte le vestibule, la façade rectangulaire orientée au sud vers le village cache d'un côté l'escalier et de l'autre les fonts baptismaux, l'abside polygonale s'arrête sur l'enclos du cimetière. Le bâtiment est installé sur un promontoire du village, sur le versant est de l'Ougne, qui la rend visible de la vallée.

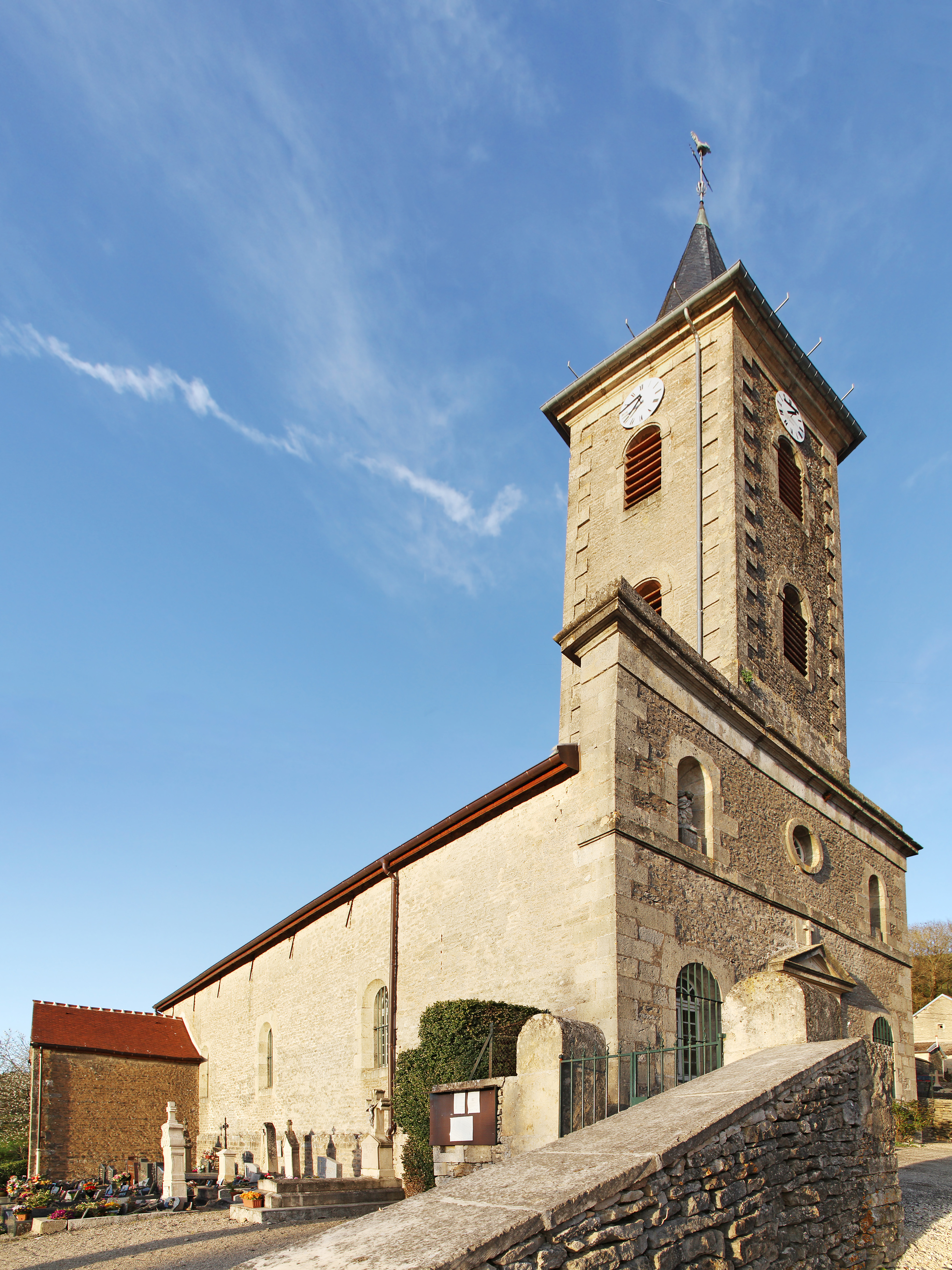
L'église est inscrite dans l'enclos du cimetière.
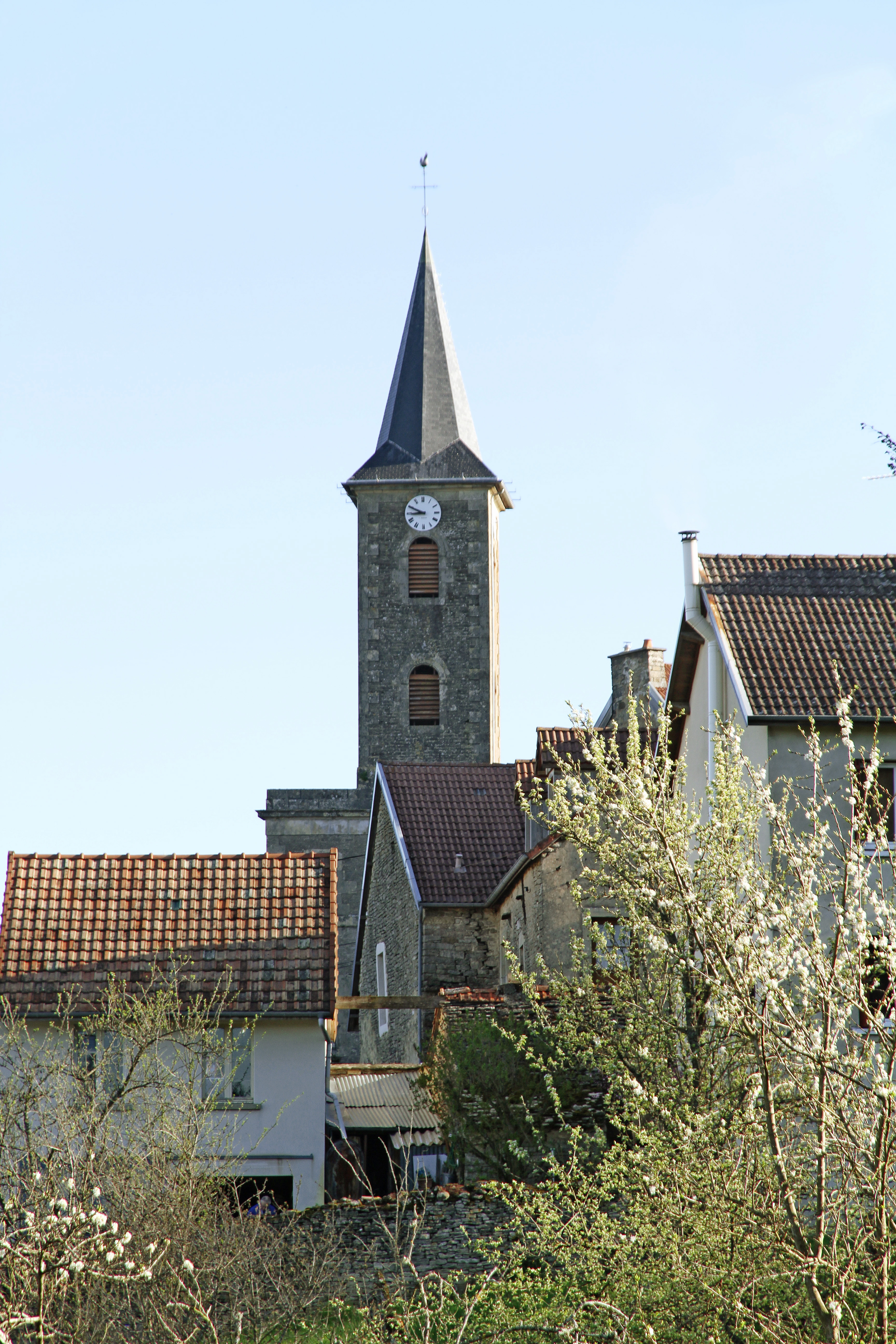
Sur son promontoire, elle est visible de la vallée.
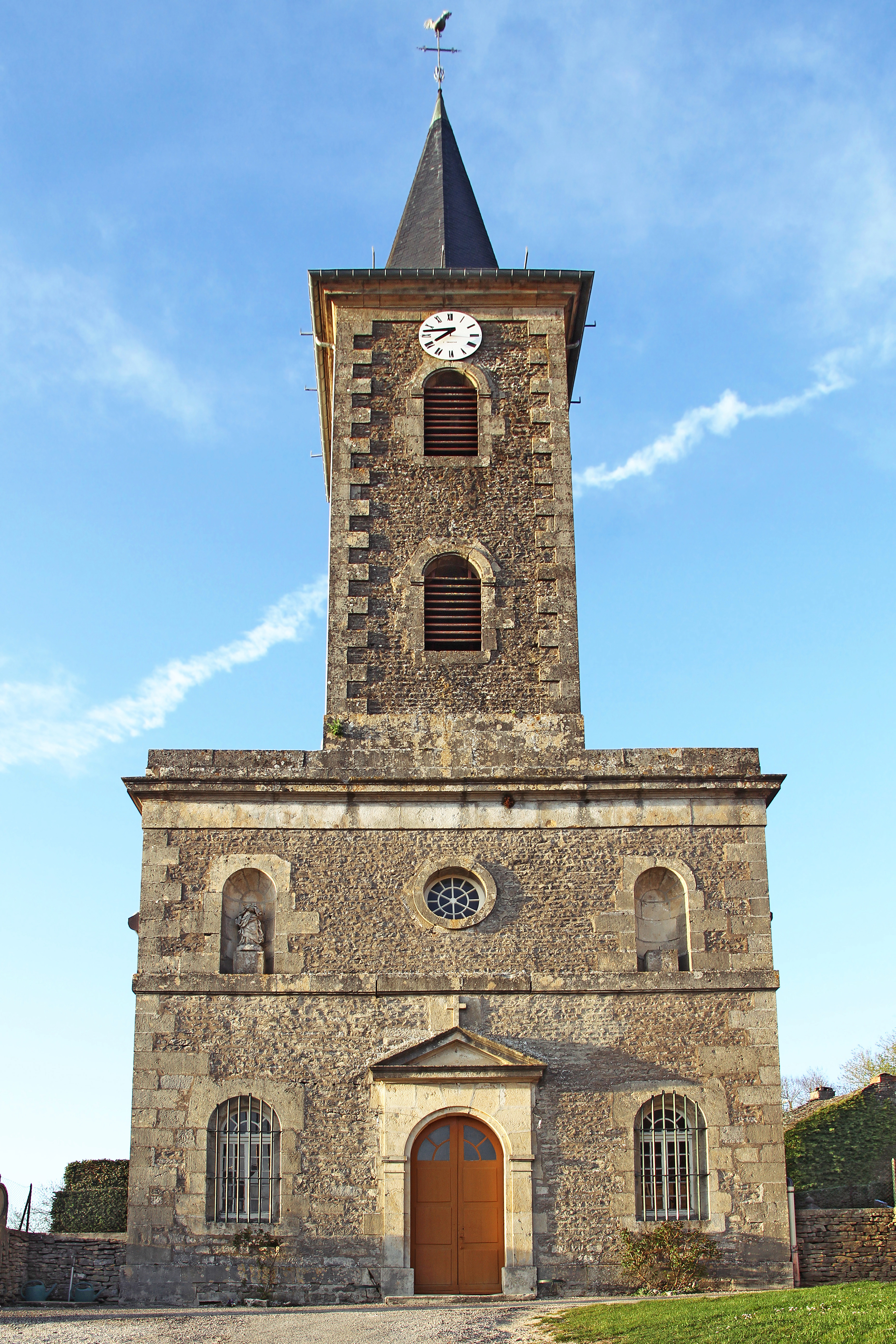
Large façade orientée au sud.
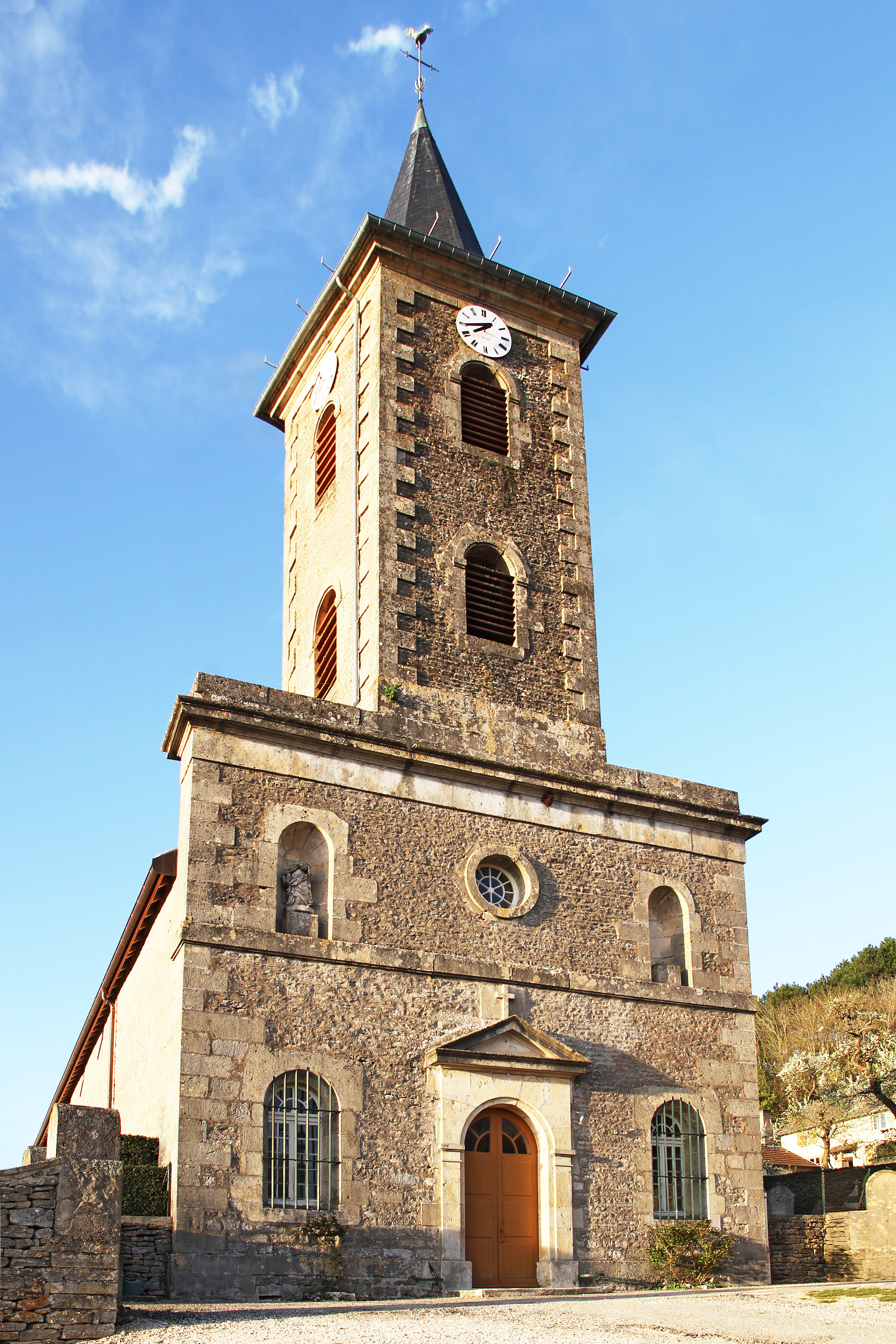
Clocher carré au-dessus de l'entrée.

- Statue monumentale en fonte de la Vierge sur l'éperon de « la Montagne »[21]. Le village est dominé par une statue de fonte peinte en blanc, élevée à la fin du XIXe siècle, et qui est toujours l'objet d'un pèlerinage local. Selon un texte affiché près du monument, cette statue a été offerte par l'abbé Boudillet (1803-1895), curé de Vaux-Saules pendant 60 ans, vers 1850. La première statue, en pierre blanche, a gelé et fut remplacée par une autre en pierre plus dure qui fut frappée par la foudre. La troisième fut coulée par une fonderie de la Meuse en 1866. Elle porte sur la base la signature : L. GASNE / MAITRE DE FORGE / A [VAUCOULEURS]. La statue est élevée sur un piédestal octogonal de calcaire, lui-même élevé sur un monticule artificiel couvert de pierres percées. Ce monticule a été réparé par les jeunes du Secours Catholique, Maurice Cornefert, maçon, et les paroissiens en 1963. L'association l'Espoir de Vaux-Saules a aménagé le site et placé un autel et des bancs en 1973. Inscription sur plaque de marbre : EN RECONNAISSANCE / A NOTRE-DAME / DE VAUX-SAULES.

Un cantique à Notre-Dame de Vaux-Saules a été composé par le curé de la paroisse en 1943.

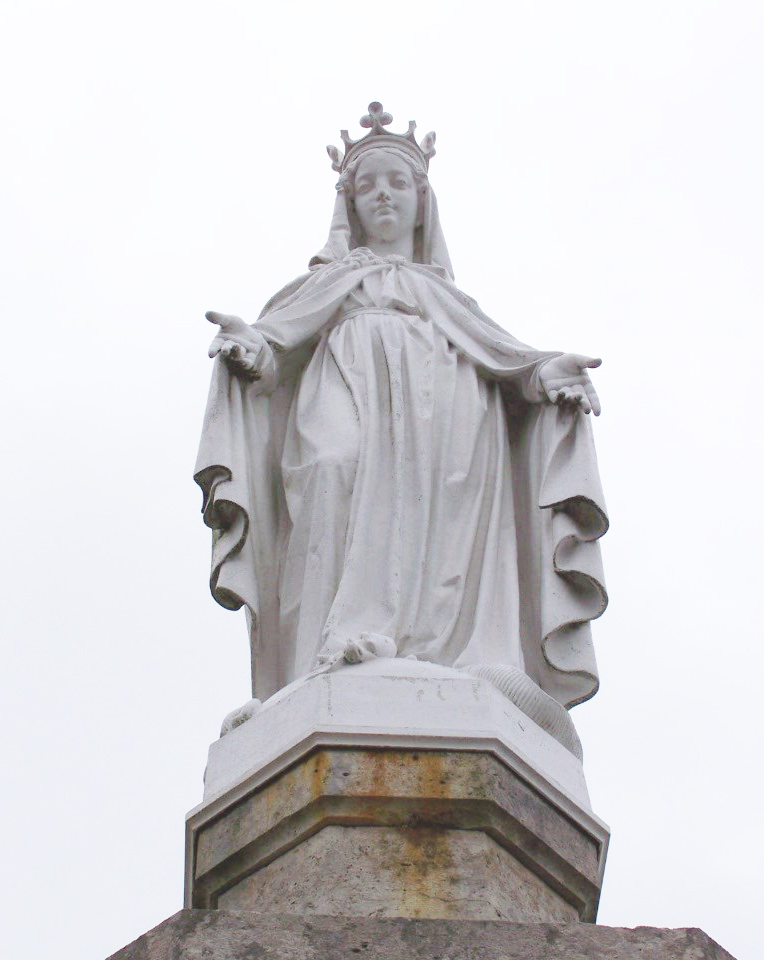
Notre-Dame de Vaux-Saules, vue du sud.

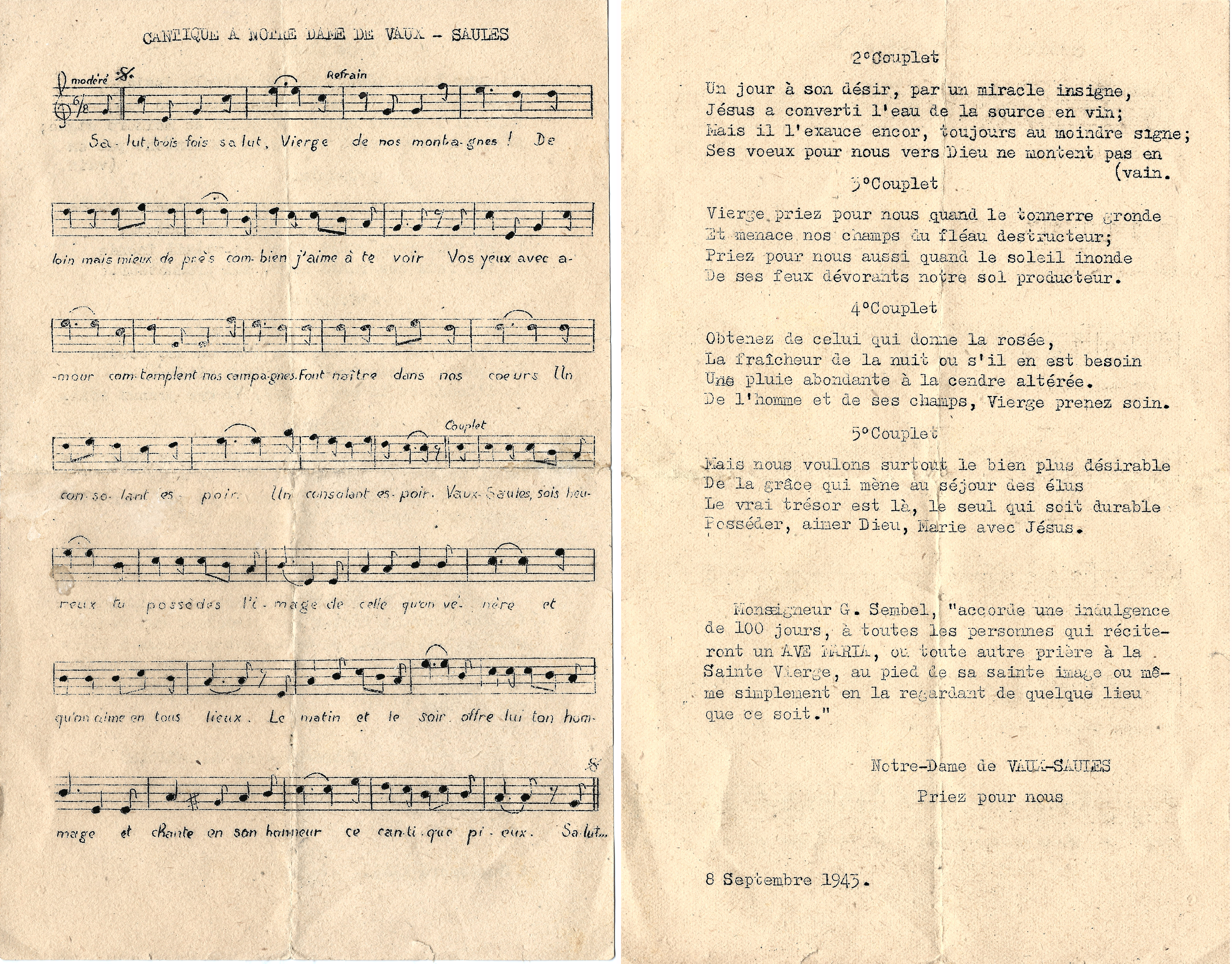
Cantique à Notre-Dame de Vaux-Saules (1943)

- Mairie-école de 1849 conçue par Auguste Sirodot[22]
- Pont à chasse-roues sur l'Ougne[23]
- Monument aux morts en forme d'obélisque[24]
- Cénotaphe du F.F.I. Ernest Lagoutte tué le 5 septembre 1944 à l'âge de 17 ans[25].
- 6 lavoirs inscrits à l'inventaire général du patrimoine culturel.
- 12 croix remarquables.

## Personnalités liées à la commune
- Louis Fournier de la Barre (1921-1969), résistant français, Compagnon de la Libération.